# ヴャチェスラフ・チョルノビル
ヴャチェスラフ・チョルノビル（ゔぁちぇすらふ・ちょるのびる・宇: В'ячесла́в Макси́мович Чорнові́л）は、ウクライナの政治家であり、人権活動家であり、著名なソビエト反体制派だった。70年代と80年代に政治的立場を理由に何度か逮捕されている。彼はソ連からのウクライナの独立を主張し、1991年にそれが達成されると、自らの政党であるウクライナ人民運動から大統領選挙に立候補した。結果は、レオニード・クラフチュクに次ぐ2位だったが、ウクライナのガリツィアで特に支持を集め、この地域のみで勝利を収めた。1980年代から1990年代初頭にかけて、彼は現代ウクライナの独立への道を切り開いた最も著名な政治家の一人として知られている。
選挙での敗北後、彼は1991年と1994年に2度、ウクライナ人民運動からウクライナ最高議会の議員に選出された。彼は1999年のウクライナ大統領選挙におけるレオニード・クチマの脅かす対立候補で、勝利が予想されていた。しかし、1999年3月25日に交通事故で急逝し、同志のエフヘン・パブロフも同様に事故で死亡したため、立候補は中止された。彼の死後、彼の党は解散の危機に瀕した。
内務省による公式調査は、事故は全くの偶然であり、殺人の証拠は発見できなかったと結論づけた。しかし、チョルノビル支持者の一部は彼の死が政治的殺人であると主張し、責任者を裁判にかけるよう求めた。この殺人説は、ヴィアチェスラフ・チョルノヴィルのウェブ・サイトに記載されており、彼の息子で「地域党|地域の党」所属のウクライナ最高議会議員のタラス・チョルノヴィルが作成したものである

## 脚註